# Itmaharela basalis
Itmaharela basalis är en fjärilsart som beskrevs av Moore 1882. Itmaharela basalis ingår i släktet Itmaharela och familjen nattflyn. Inga underarter finns listade i Catalogue of Life.